# روبرتو فیرپو
روبرتو فیرپو (اسپانیایی: Roberto Firpo‎؛ ۱۰ مهٔ ۱۸۸۴ – ۱۴ ژوئن ۱۹۶۹) آهنگساز، رهبر ارکستر و نوازنده پیانو اهل آرژانتین بود.